# Réservoir Manic 2
Réservoir Manic 2 är en sjö i Kanada.   Den ligger i provinsen Québec, i den östra delen av landet, 700 km nordost om huvudstaden Ottawa. Réservoir Manic 2 ligger 107 meter över havet. Arean är 114 kvadratkilometer. Den sträcker sig 47,8 kilometer i nord-sydlig riktning, och 22,2 kilometer i öst-västlig riktning.
I omgivningarna runt Réservoir Manic 2 växer i huvudsak blandskog. Trakten runt Réservoir Manic 2 är nära nog obefolkad, med mindre än två invånare per kvadratkilometer.